# USL Dunkerque
Union Sportive du Littoral de Dunkerque este un club de fotbal francez cu sediul în Dunkerque. Acesta va concura în Ligue 2 începând cu sezonul 2023-24, după ce a promovat din Championnat National în 2022-23. Culorile echipamentului său sunt alb și albastru și își joacă meciurile de acasă pe Stade Marcel-Tribut.